# Jackson (Tennessee)
Jackson település az Amerikai Egyesült Államok Tennessee államában, Madison megyében, melynek megyeszékhelye is. Lakosainak száma 68 205 fő (2020. április 1.).

## Népesség
A település népességének változása:
| Lakosok száma | 65 211 | 67 685 | 68 205 |
|               | 2010   | 2013   | 2020   |